# Maria Edgeworth
Maria Edgeworth (Black Bourton, 1767. vagy 1768. január 1. – Edgeworthstown, 1849. május 22.) ír író. Az egyik első realista író volt a gyermekirodalomban, jelentősen hozzájárult a regény műfajának európai fejlődéséhez.

## Életpályája
Edgeworth számos gyermekregényt írt, amelyek erkölcsi tanulságokat közvetítettek a közönségnek (gyakran barátnőjével, Louise Swanton Belloc francia íróval, fordítóval, a nők és gyermekek nevelésének szószólójával közösen. Belloc lefordította a műveket, ezzel nagyban hozzájárult Edgeworth népszerűségéhez Franciaországban).
Első regénye, a A Rackrent kastély 1800-ban jelent meg és azonnali siker lett.
1842. június 13-án a Royal Irish Academy tiszteletbeli tagjává választották.

## Hagyatéka
Az 1800–1814 közötti időszakban (amikor Walter Scott Waverley-je megjelent) Edgeworth volt a leghíresebb és legsikeresebb élő angol  regényíró. Hírneve felért Frances Burney (Madame d'Arblay) (1752–1840) korábbi hírnevével, egy olyan időszakban, amelyben számos más írónő is tevékenykedett, köztük Elizabeth Hamilton, Amelia Opie, Hannah More, vagy éppen Elizabeth Inchbald. Scott előtt egyetlen potenciális férfi versenytársa William Godwin volt. A korabeli kritikusok és irodalmárok jó véleménnyel voltak róla. Croker (1780–1857) a Don Quijote-hez és a Gil Blas-hoz, valamint Henry Fielding műveihez hasonlította munkásságát, Francis Jeffrey (1773–1850) pedig „tökéletesnek” nevezte.

## Művei
- Letters for Literary Ladies 1795[1]
- Essays on practical education - apjával közösen (1798)[1]
- A Rackrent kastély (Castle Rackrent, 1800[10])
- Belinda (1802)
- Essay on Irish Bulls (1802)
- Leonora (1806)
- Tales of Fashionable Life (1809)
- Ennui (1809)
- The Absentee (1812)
- Patronage (1814)
- Ormond (1817)
- Rosamond, a sequel (1821)
- Frank (1822)
- Harry and Lucy (1825)
- Helen (1834)

## Magyarul
- A Rackrent kastély; ford. Kászonyi Ágota; inː Tájfun. Klasszikus angol kisregények; vál., jegyz. Osztovits Levente; Európa, Bp., 1968 (A világirodalom remekei)

## Fordítás
- Ez a szócikk részben vagy egészben  a   Maria Edgeworth című angol Wikipédia-szócikk fordításán alapul.  Az eredeti cikk szerkesztőit annak laptörténete sorolja fel. Ez a jelzés csupán a megfogalmazás eredetét és a szerzői jogokat jelzi, nem szolgál a cikkben szereplő információk forrásmegjelöléseként.